# طلبکارها
طلبکارها نمایشنامه‌ای است از آوگوست استریندبری.
قسمتی از کتاب :
گوستاو : او را برای چه می خواهی ؟
ادلف: پیش از اینکه کافر بشوم ، خدا را برای چه میخواستم ؟ برای پرستش.
گوستاو : احتیاج به پرستش را دفن کن و بگذار که گیاهی سالم تر بر گور آن بزرگوار سبز شود ، مثلا یک تحقیر مفید….
ادلف : من اگر چیزی برای پرستش نداشته باشم ،نمیتوانم زندگی کنم .
گوستاو: برده !
ادلف: اگر زنی برای پرستیدن نداشته باشم ، نمیتوانم زندگی کنم .
گوستاو : اوه ، اگر تو باید چیزی داشته باشی که به آن وسیله خودت را تحقیر کنی، پس تو را بخدا دوباره به خدایت برگرد.کافری که زن را می پرستد !روشن فکری که نمی تواند  آزاد فکر کند …

## به فارسی
عباس نعلبندیان ترجمه‌ای از این نمایشنامه به فارسی منتشر کرده است.
1. ↑  «قسمتی از کتاب طلب کارها».